# Dead to Me
Dead to Me (no Brasil, Disque Amiga para Matar) é uma série de televisão americana de humor ácido criada por Liz Feldman e lançada pela Netflix em 3 de maio de 2019. É estrelada por Christina Applegate e Linda Cardellini e produzida por Feldman, Will Ferrell, Adam McKay e Jessica Elbaum.
Em 3 de junho de 2019, a Netflix renovou a série para uma segunda temporada, lançada em 8 de maio de 2020. Em 6 de julho de 2020 a série foi renovada para terceira e última temporada.

## Premissa
Dead to Me é sobre "uma amizade poderosa que floresce entre Jen, uma viúva ferida, e Judy, um espírito livre com um segredo chocante.".

## Elenco

### Regular
- Christina Applegate como Jen Harding
- Linda Cardellini como Judy Hale
- James Marsden como 
  - Steve Wood (temporada 1; participação temporada 2)
  - Ben Wood (temporada 2)
- Max Jenkins como Christopher Doyle
- Sam McCarthy como Charlie Harding, Jen's older son.
- Luke Roessler como Henry Harding, Jen's younger son.

### Recorrente
- Suzy Nakamura como Karen
- Diana-Maria Riva como Ana Perez
- Edward Asner como Abe Rifkin (temporada 1)
- Keong Sim como Pastor Wayne
- Telma Hopkins como Yolanda
- Sadie Stanley como Parker
- Lily Knight como Linda
- Blair Beeken como Wendy
- Edward Fordham Jr. como Kyle
- Chelsea Spack como Heidi.
- Brandon Scott como Nick Prager
- Valerie Mahaffey como Lorna Harding
- Haley Sims como Kayley
- Natalie Morales como Michelle (temporada 2)

### Participações
- Olivia Macklin como Bambi
- Steve Howey como Jason
- Tara Karsian como Erica Brewer
- Adora Soleil Bricher como Shandy Adams
- Tom Virtue como Doug
- Beth Littleford como esposa de Doug
- Rick Holmes como Andrew Peters
- Jere Burns como Howard Hastings (temporada 2)
- Frances Conroy como Eileen Wood (temporada 2)
- Katey Sagal como Eleanor Hale (temporada 2)

## Produção

### Desenvolvimento
Em 5 de abril de 2018, foi anunciado que a Netflix tinha dado uma ordem de série para um novo programa escrito por Liz Feldman para uma primeira temporada consistindo de dez episódios. A série foi criada por Feldman, que também está definido para produzir ao lado de Will Ferrell, Adam McKay e Jessica Elbaum. As empresas de produção envolvidas com a série incluem a Gloria Sanchez Productions e a CBS Television Studios.
Em 1 de abril de 2019, foi amanhecido que a série estrearia em 3 de maio de 2019.

### Seleção de elenco
Em 11 de julho de 2018, foi anunciado que Christina Applegate havia sido escalada para o papel principal da série. Em 3 de agosto de 2018, foi relatado que Linda Cardellini havia sido escalada para o outro papel principal da série. Uma semana depois, foi anunciado que Max Jenkins e Luke Roessler haviam sido escalados em papéis regulares. Em 12 de setembro de 2018, foi relatado que James Marsden e Ed Asner foram escalados para o elenco regular. Em outubro de 2018, foi anunciado que Sam McCarthy havia se juntado ao elenco regular e Diana-Maria Riva ao elenco recorrente.

## Episódios

### 1.ª temporada (2019)
| N.º na série | N.º na temp. | Título                | Dirigido por   | Escrito por              | Lançamento        |
| ------------ | ------------ | --------------------- | -------------- | ------------------------ | ----------------- |
| 1            | 1            | "Pilot"               | Amy York Rubin | Liz Feldman              | 3 de maio de 2019 |
| 2            | 2            | "Maybe I'm Crazy"     | Amy York Rubin | Liz Feldman              | 3 de maio de 2019 |
| 3            | 3            | "It's All My Fault"   | Abe Sylvia     | Anthony King             | 3 de maio de 2019 |
| 4            | 4            | "I Can't Go Back"     | Abe Sylvia     | Kate Robin               | 3 de maio de 2019 |
| 5            | 5            | "I've Gotta Get Away" | Minkie Spiro   | Abe Sylvia               | 3 de maio de 2019 |
| 6            | 6            | "Oh My God!"          | Minkie Spiro   | Njeri Brown              | 3 de maio de 2019 |
| 7            | 7            | "I Can't Handle It"   | Kat Coiro      | Emma Rathbone            | 3 de maio de 2019 |
| 8            | 8            | "Try To Stop Me"      | Kat Coiro      | Kelly Hutchinson         | 3 de maio de 2019 |
| 9            | 9            | "I Have To Be Honest" | Geeta V. Patel | Rebecca Addelman         | 3 de maio de 2019 |
| 10           | 10           | "You Have To Go"      | Geeta V. Patel | Liz Feldman & Abe Sylvia | 3 de maio de 2019 |

### 2.ª temporada (2020)
| N.º na série | N.º na temp. | Título                     | Dirigido por              | Escrito por                    | Lançamento        |
| ------------ | ------------ | -------------------------- | ------------------------- | ------------------------------ | ----------------- |
| 11           | 1            | "You Know What You Did"    | Liza Johnson              | Liz Feldman                    | 8 de maio de 2020 |
| 12           | 2            | "Where Have You Been"      | Liza Johnson              | Elizabeth Benjamin             | 8 de maio de 2020 |
| 13           | 3            | "You Can’t Live Like This" | Tamra Davis               | Cara DiPaolo                   | 8 de maio de 2020 |
| 14           | 4            | "Between You and Me"       | Tamra Davis               | Jessi Klein                    | 8 de maio de 2020 |
| 15           | 5            | "The Price You Pay"        | Elizabeth Allen Rosenbaum | Kelly Hutchinson               | 8 de maio de 2020 |
| 16           | 6            | "You Don’t Have To"        | Elizabeth Allen Rosenbaum | Celeste Hughey                 | 8 de maio de 2020 |
| 17           | 7            | "If Only You Knew"         | Jennifer Getzinger        | Dan Dietz                      | 8 de maio de 2020 |
| 18           | 8            | "It Had to Be You"         | Jennifer Getzinger        | Emma Rathbone                  | 8 de maio de 2020 |
| 19           | 9            | "It’s Not You, It’s Me"    | Silver Tree               | Liz Feldman & Kelly Hutchinson | 8 de maio de 2020 |
| 20           | 10           | "Where Do We Go from Here" | Silver Tree               | Cara DiPaolo & Liz Feldman     | 8 de maio de 2020 |

## Lançamento

### Marketing
Em 1 de abril de 2019, foi lançado o trailer oficial da primeira temporada da série.

## Recepção
| Temporada | Temporada    | Resposta crítica     | Resposta crítica    |
| Temporada | Temporada    | Rotten Tomatoes      | Metacritic          |
| --------- | ------------ | -------------------- | ------------------- |
|           | 1ª temporada | 86% (50 comentários) | 67 (21 comentários) |
|           | 2ª temporada | 95% (38 comentários) | 72 (10 comentários) |

No site Rotten Tomatoes, a série detém uma taxa de aprovação de 88% com base em 26 avaliações, com uma classificação média de 5.83/10.  O consenso crítico do site diz: "Dead to Me nem sempre cumpre o humor negro que promete, mas a excelente dupla de Christina Applegate e Linda Cardellini eleva a série acima de seus aspectos mais extravagantes - oferecendo um relacionamento profundamente comovente moldado pelo sofrimento mútuo. Em Metacritic, ele tem uma pontuação média ponderada de 65 em 100, com base em 13 críticos, indicando "revisões geralmente favoráveis".